# Габлінген
Габлінген (нім. Gablingen) — громада в Німеччині, знаходиться в землі Баварія. Підпорядковується адміністративному округу Швабія. Входить до складу району Аугсбург.
Площа — 26,74 км2. Населення становить 4708 ос. (станом на 31 грудня 2020).